# オリガ・スペシフツェワ
オリガ・スペシフツェワ（Olga Alexandrovna Spessivtseva、露: О́льга Алекса́ндровна Спеси́вцева、1895年7月18日 - 1991年9月16日）は、ロシアのバレエダンサーである。歴史上で最も偉大なクラシック・バレリーナの1人と評価され、ロシア・バレエの伝統様式を技術面でも精神的な面でも純粋に体現した踊り手として知られた。舞踊学校時代からその才能を認められ、1913年にマリインスキー劇場の踊り手となって高い評価を受けた。1924年にロシアを離れ、パリ・オペラ座バレエ団のエトワールとなって1932年まで在籍した。パリ・オペラ座バレエ団退団後は世界各国で踊り、1939年に現役を引退してからアメリカ合衆国に拠点を移した。
現役時代から長らく神経衰弱の症状に苦しみ、1941年に精神病院に収容された。1963年になって病は平癒し、ニューヨーク州ロックランド郡にあるトルストイ財団ファームで晩年を過ごした。最大の当たり役は『ジゼル』のタイトル・ロールで、一度は忘れ去られかけていたこの作品を再評価させる契機となった。しばしば「スペシーフツェワ」、「スペシーヴァ」（Spessiva）などとも呼ばれる。

## 生涯

### 前半生
ロストフ・ナ・ドヌの生まれ。6人兄弟姉妹の3番目であった。父親は官吏だったという説と、地元で俳優をしていたという説がある。幼年期のスペシフツェワについて知られていることは少ないが、美人であった母親が娘の美貌を妬んでいじめ続けたという話が伝わっている。
スペシフツェワが6歳の頃に、当時32歳だった父親が結核で死去したため、働き手を失った一家は窮乏した。遺された子供たちのうち上の3人は家を出ることになって、スペシフツェワは兄アナトリー、姉ジナイーダと一緒にサンクトペテルブルクの孤児院に預けられた。その後兄と姉はマリインスキー劇場付属の舞踊学校（ワガノワ・バレエ・アカデミーの前身）に入学し、スペシフツェワもその後を追って1906年に入学した。当時の舞踊学校は学費、寮費、食費が無料だったため、貧困家庭にとって救いとなる場所であった。
舞踊学校では当初ルィフリャコーワ、ジェーコワらに、後にはフォーキン、クリチェフスカヤらの指導を受けた。スペシフツェワの才能は在学中からスヴェトローフやアキム・ヴォルィンスキー（1861年 - 1926年）などの当時著名だったバレエ評論家に注目されていた。特にヴォルィンスキーはスペシフツェワを高く評価し、後々まで彼女の庇護者的な役割を務めるとともに愛人関係となった。

### マリインスキー劇場とバレエ・リュス
舞踊学校の卒業公演では、クリチェフスカヤ振付の『白夜物語』という作品で白夜の女王役を踊った。兄と姉は舞踊学校卒業後にマリインスキー劇場の踊り手となっていた。スペシフツェワも1913年の卒業後に同じくマリインスキー劇場の踊り手となり、コール・ド・バレエの一員となった。マリインスキー劇場での最初の舞台は『ライモンダ』第2幕のヴァリアシオンで、すでにソリストと同等の扱いを受けていた。マリインスキー劇場では、同じ1913年の春にアンナ・パヴロワが劇場から永遠に去り、タマーラ・カルサヴィナも在籍していたというものの活動の場を西ヨーロッパに移していたため、昇進は早かった。時代は戦時色を深めていき、やがて第一次世界大戦に突入したが、戦争中もマリインスキー劇場は1日たりとも休まずに公演を続行していた。
スペシフツェワは1916年に『アルレキナーダ』、『バヤデルカ』を踊って第1舞踊手となった。同年、アメリカ合衆国からウィリアム・ガードという人物がスペシフツェワのもとを訪れた。ガードはメトロポリタン歌劇場の関係者で、彼女にバレエ・リュスのアメリカ巡演への出演を要請した。ヴォルィンスキーはクラシック・バレエの熱心な支持者であり、したがってバレエ・リュスを主導するセルゲイ・ディアギレフが大嫌いだった。ヴォルィンスキーはガードの誘いに乗らないようにスペシフツェワを説得したものの、結局彼女はバレエ・リュスのアメリカ巡演に参加することになった。
バレエ・リュスは戦火のさなかにあるヨーロッパを後にして、1年以上に及ぶアメリカでの巡演に向かった。この公演ではカルサヴィナとヴァーツラフ・ニジンスキーを出演させることになっていたが、カルサヴィナはロシアを離れることを嫌がったために彼女に代わるバレリーナを探す必要があった。そのため、ガードはスペシフツェワに接近したのだった。
スペシフツェワはニジンスキーの相手役として『薔薇の精』、『魔法にかけられた王女』などで共演した。ただし、バレエ・リュスのトップスターはあくまでもニジンスキーであって、スペシフツェワの立場は「添え物」に過ぎず、ニジンスキーは彼女がカーテンコールに2回以上出るのを禁じたという。スペシフツェワはバレエ・リュスとともにアメリカを1年にわたって巡演したが、その日々は幸福なものではなかった。
アメリカ巡演を終えたスペシフツェワがロシアに戻ると、サンクトペテルブルクはペトログラードと名称が変わっていた。革命勃発後、マリインスキー劇場は「国立オペラ・バレエ劇場」（GATOB）と名称を変更したが、レパートリーとして引き続き古典バレエを上演し続けた。スペシフツェワは看板スターとなって『くるみ割り人形』の金平糖の精、『パキータ』のグラン・パ、『エスメラルダ』のタイトル・ロールなどの重要な役柄を踊っていた。この頃、自らの技術不足を克服するため、改めてアグリッピナ・ワガノワのレッスンを受けるようになった。
1919年、スペシフツェワは後に最大の当たり役と評価される『ジゼル』のタイトル・ロールを初めて踊って称賛を受けた。1920年にはプリマ・バレリーナに昇格して『海賊』のメドーラ、『バヤデルカ』のニキヤなどを踊ったものの、結核に罹患して一時は再起さえ危ぶまれた。この病は転地療養で快復し、舞台に戻ることができた。ヴォルインスキーとの関係は、十月革命後に終わっていた。
1921年、スペシフツェワは再びディアギレフからバレエ・リュスへの出演交渉を受けた。バレエ・リュスはロンドンで『眠り姫』の上演を計画していて、彼女を主役に迎えようとしていた。ヴォルィンスキーは今回も反対したものの、スペシフツェワはロンドン行きを決行した。この時期にスペシフツェワが国外へ自由に往来できたのは、共産党幹部との間に特別な関係があったためとされる。当時のスペシフツェワは、共産党幹部のボリス・カプルーン（グリゴリー・ジノヴィエフの部下）という人物の愛人であった。後にカプルーンはスペシフツェワを捨て、この痛手が彼女の生涯に暗い影を落とすことになった。
ディアギレフはロンドン公演で、彼女の名を発音しやすい「スペシーヴァ」として宣伝を打った。スペシフツェワはヴェーラ・トレフィロワ、リュボーフィ・エゴロワなどと交代でオーロラ姫を踊ったが、批評家の彼女に対する評価は褒める者もいればけなす者もいたといい、トレフィロワが一番高い評価を得ていた。

### パリ・オペラ座へ、そして流浪の日々
スペシフツェワは1923年にカプルーンの手引きによって母とともにフランスに出国した。1924年、パリ・オペラ座バレエ団の招へいを受けてロシアを完全に離れる決意を固めた。パリ・オペラ座の『ジゼル』復活公演で称賛され、1932年まで断続的ではあったがエトワールとして出演を続けた。パリ・オペラ座に籍を置きながらもロンドンやブエノスアイレスなどで舞台に立ち、1926年にバレエ・リュスに客演することになった。バレエ・リュスでは、セルジュ・リファールを相手役として『火の鳥』や『白鳥の湖』を踊り、1927年にはジョージ・バランシン振付の『牝猫』のタイトル・ロールを創造した。イソップの寓話を原作とするこの作品はスペシフツェワを売り出すために作られたものであったが、彼女が足を怪我したこともあって代役でタイトル・ロールを踊ったアリス・ニキーチナが好評を博してスターの座についた。ディアギレフはロシアからカシアン・ゴレイゾフスキーを招いて『ジゼル』をスペシフツェワのために新たに上演する計画を立てていたという。しかしディアギレフは1929年に急死し、この計画は実現しなかった。
パリ・オペラ座で『プロメテウスの創造物』に出演したとき、スペシフツェワは以前アメリカで受けたものと同様の屈辱的な扱いを受けることになった。この作品の振付を担当していたバランシンが中途で病に倒れたため、リファールが引き継いで作品を完成にこぎつけた。リファールは作品をスペシフツェワではなく自分中心のものに作り替えたため、彼女は脇役に押しやられた。1932年の『ジゼル』再演でも同様であった。リファールはアルブレヒトの役に新たな解釈を加え、ヒロインと同様の重要性を与えた。リファールのこの解釈は伝統との決別を意味すると同時に、新たな劇的意味を持たせて高い評価を受けた。これらの事例は19世紀的バレエ（クラシック・バレエやロマンティック・バレエ）の舞台ではバレリーナが常に舞台の中心に存在していたのに対し、20世紀のバレエ・リュスではニジンスキーやリファールなどの男性が舞台の中央に立っていたことによるもので、典型的な古典バレリーナのスペシフツェワはバレエ・リュスの精神とは相容れない部分があり、そこに彼女の悲劇の一端があった。
スペシフツェワは苛立ちを隠さなくなり、ついにはリハーサルの最中に窓から投身を図るまでになった。同年、スペシフツェワはパリ・オペラ座バレエ団を永久に去って世界各地の舞台に立った。パリ・オペラ座退団前の1923年と1931年にブエノスアイレスのテアトロ・コロンで踊り、1932年にはロンドンのカマルゴ協会で『白鳥の湖』第2幕や『ジゼル』を踊った。1934年、ヴィクトル・ダンドレ（1870年 - 1944年、ロシア生まれのバレエ興行師で、アンナ・パヴロワの内縁の夫であった）が結成した「バレエ・リュス・クラシック」という小規模なバレエ団のバレリーナとなり、オーストラリアを巡演した。オーストラリアの舞台では『レ・シルフィード』、『カルナヴァル』、『白鳥の湖』第2幕、『ライモンダ』のグラン・パなどを踊って称賛を受けた。このときのカーテン・コールは数えきれないほどで、試しに次の曲目の際に数えてみたところ、17回だったという。

### 病と快復、そして晩年

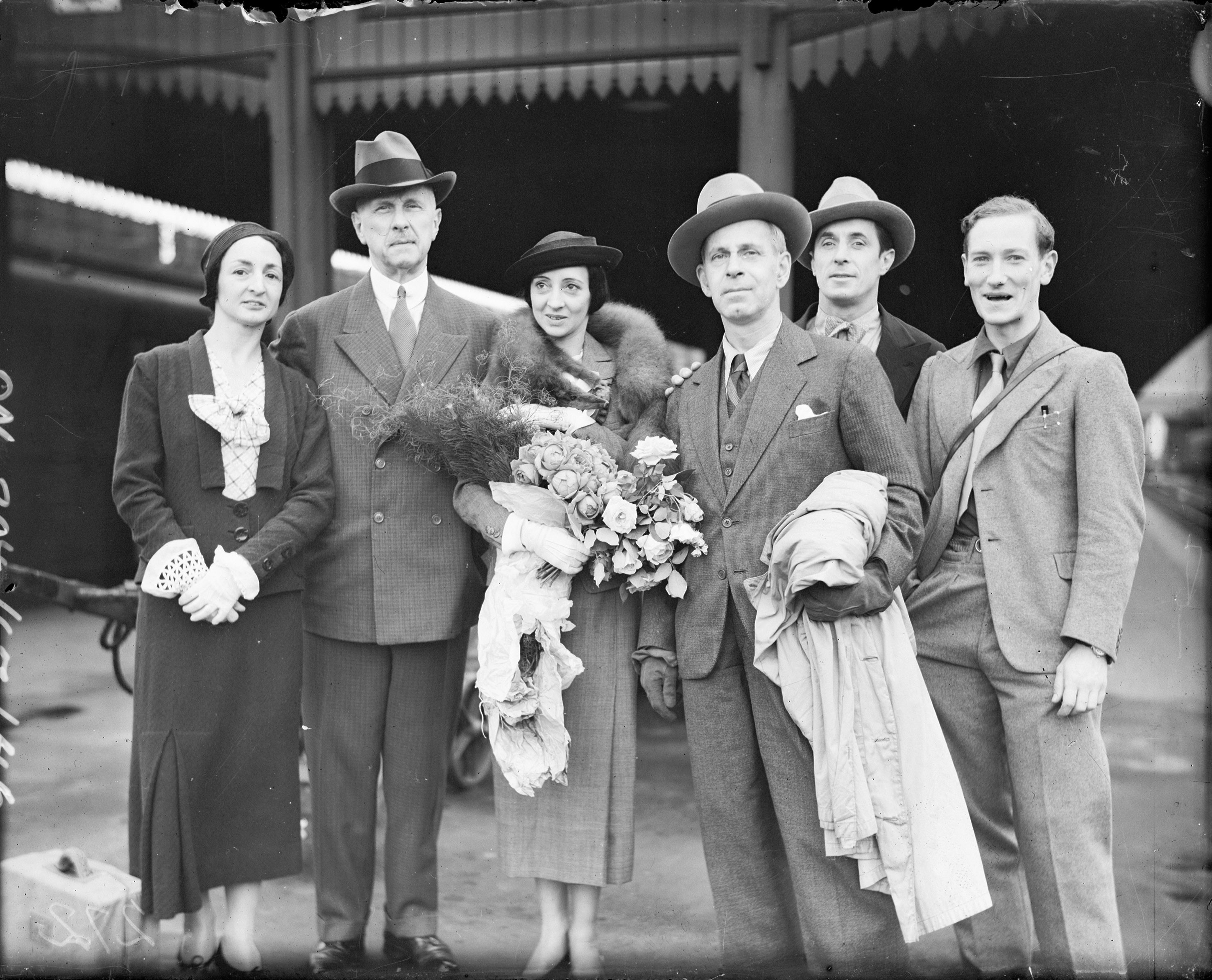
シドニーでバレエ団とともに（1934年）

好評を受けてオーストラリアでの公演を続行中、シドニーでスペシフツェワの言動が変調をきたした。リハーサルを突然中断したり、真夜中に稽古すると言って外に出て行ったりという行動が見られるようになった。舞台の上で気が抜けたような状態になってしまい、相手役が支えて幕が下りるまで何とか持ちこたえさせたことさえあった。
スペシフツェワの病状はそれ以上悪化せずに済み、バレエ団はパリに戻ることができた。その後、1939年にテアトロ・コロンで引退公演を行った。
同年、戦時色が濃くなってきたヨーロッパを逃れて、ニューヨークに移り住んだ。このとき、スペシフツェワのかたわらにはレナード・ブラウンというアメリカの実業家がいた。ブラウンはスペシフツェワの崇拝者であり、かなり前から夫婦同然に暮らしていたという。スペシフツェワはアメリカになじめなかったようで、「パリに連れて帰ってくれ」などと主張を繰り返した。彼女の言動は日増しに異常さを増していき、「誰かが外で見張っている」、「陰謀が企てられている」などと発言するまでになった。
ブラウンは不安定な言動を繰り返すスペシフツェワを支え、当時ニューヨークにいたアントン・ドーリン（『ジゼル』で彼女の相手役を務めていた）も彼女を援助した。しかし、ブラウンが急死し、彼の遺産を親族がすべて取り上げた。ブラウンと同じく彼女を支えていたドーリンはメキシコに滞在していたため、スペシフツェワは孤独のうちに取り残された。スペシフツェワは「私はオペラ座のプリマバレリーナよ!そばへ来ないで!」と叫ぶのみであったという。
1943年、スペシフツェワは精神病院に収容された。彼女の入院を知ったドーリンは驚き、精神病院ではなく他の介護施設で療養させようと考えたものの、それには高額な費用が必要だった。ドーリンは彼女を「眠れるバレリーナ」と呼び、何とか退院させようと尽力を続けた。
スペシフツェワは20年間にわたって隔離され、退院が叶ったのは1963年のことであった。退院した頃のスペシフツェワは、不安定な言動がすっかり治まって平常心を取り戻していた。
退院後のスペシフツェワは、ドーリンなどの計らいによって作家レフ・トルストイの四女アレクサンドラ（ru:Толстая, Александра Львовна)がニューヨーク州ロックランド郡ヴァレー・コテージで設立したロシア人移住地、トルストイ財団ファームで暮らすことになった。アレクサンドラとスペシフツェワは性格がよく合い、その地で平穏な日々を過ごした。スペシフツェワは1991年に95歳でこの世を去った。遺骸はナニュエットにあるロシア正教会の墓地に埋葬された。

## 私生活
生涯の項で述べたとおり、スペシフツェワは貧しい家庭の出であった。父とは早くに死別し、母とは折り合いが悪かった。母と一緒にフランスに出国したものの、その母は後に彼女を残して単独で帰郷した。母に取り残された孤独感がスペシフツェワの精神を苛み、後の病に至る一因になった。
スペシフツェワはボリス・カプルーンやレナード・ブラウンの愛人であったのを始めとして、アキム・ヴォルインスキーやパブロ・ピカソとも関係を持っていた。一時期はバレエダンサー・指導者として知られるボリス・クニアセフ（1900年 - 1975年）と結婚していた。
1997年、ボリス・エイフマンは彼女の伝記に題材を得た『赤いジゼル』というバレエ作品を上演した。この作品にはカプルーンとの関係などを盛り込み、1人のバレリーナが辿る人生の軌跡と波乱を描き出している。

## 評価
スペシフツェワは、タマーラ・カルサヴィナ、アンナ・パヴロワと並んで、「20世紀初頭の三大バレリーナ」との評価を受けた。スペシフツェワを評価するとき、よく引用される言葉がある。それは「ひとつのリンゴがふたつに割れて、パヴロワとスペシフツェワになった」というものである。
この言葉はディアギレフがフランスの新聞「フィガロ」に寄稿した文に出てくるもので、エンリコ・チェケッティがミラノ・スカラ座でのレッスン中に発言したものだという。ディアギレフはそれに付け加えるかたちで「陽を浴びた側の半分がスペシフツェワだ」と書いた。
スペシフツェワは、バレリーナとしてはアンナ・パヴロワと共通する点が多かった。タマーラ・カルサヴィナが多彩な役柄をオールラウンドにこなすタイプだったのに対して、パヴロワとスペシフツェワは悲劇的な役柄がより似合っていた。スペシフツェワは現代のバレリーナに通じる長く細い四肢と細面の美貌に加えて繊細で清らかな雰囲気を持ち、ロシア・バレエの伝統様式を技術面および精神的な面においても純粋に体現していて、多くの人々から偉大なアーティストとして評価された。パヴロワに比べられてもひけは取らなかったものの、観客を支配する力には恵まれていなかったし、芸域も広がりを欠いていた。
スペシフツェワの最も有名な役柄は、『ジゼル』のタイトル・ロールであった。『ジゼル』公演（1924年）は、パリ・オペラ座では1868年の上演以来50年以上途絶えていた演目の復活公演であったが、高い評価を受けて一度は忘れ去られかけていたこの作品を再評価させる契機となった。バレエ評論家のシリル・ボーモント（1891年 - 1976年）は、ジゼル役を踊ったバレリーナの中で「本当に秀でていると言うことのできるダンサー」の1人として彼女の名を挙げ、次のように批評した。
ジゼルが最大の当たり役だったのに対して、『眠り姫』のオーロラ姫のような無個性のヒロインは不向きであったし、バランシンの諸作品のような振付も不得手な部類であった。アレクサンドラ・ダニロワはスペシフツェワについて「彼女は致命的にリズム音痴だった」と評している。

## 参考画像

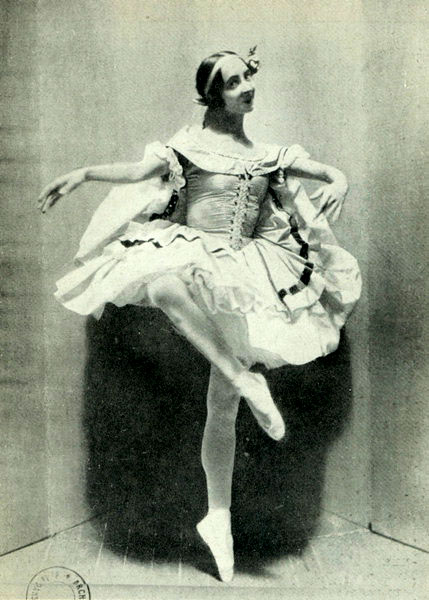
『エスメラルダ』、1915年頃
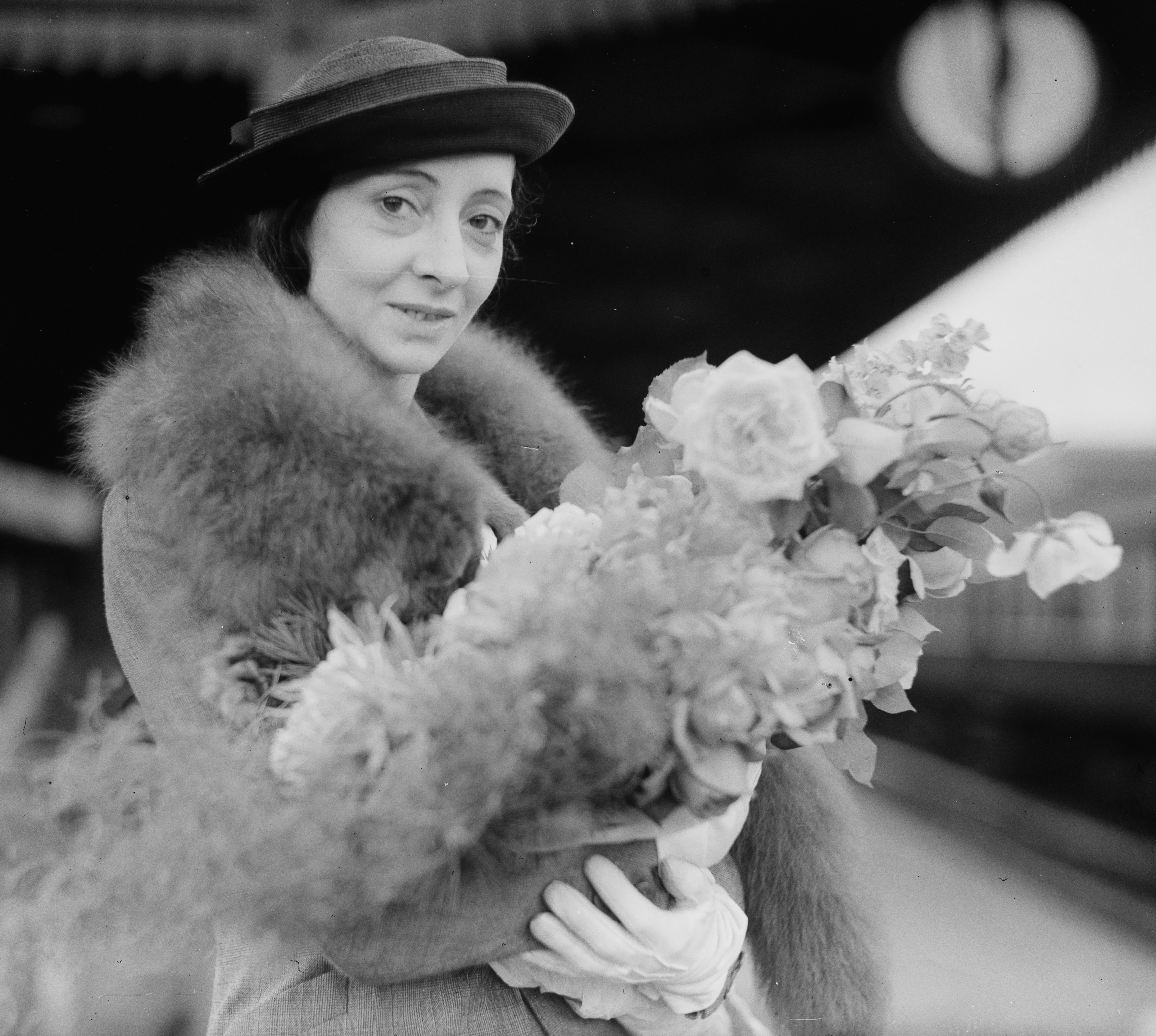
シドニーにて、1934年